# Kareem Streete-Thompson
Kareem Streete-Thompson (Ithaca (Verenigde Staten), 30 maart 1973) is een atleet uit de Kaaimaneilanden, die gespecialiseerd is in het verspringen en de sprint. Hij nam driemaal deel aan de Olympische Spelen.

## Biografie
Street-Thompson is geboren in de Verenigde Staten, maar heeft tot zijn 18e op de Kaaimaneilanden gewoond. Hij heeft voor zowel voor de Verenigde Staten als voor de Kaaimaneilanden gesprongen.
Zijn eerste internationale succes boekt hij in 1990. Op de wereldjeugdkampioenschappen komt hij uit voor de Kaaimaneilanden en behaalde hij bij het verspringen een bronzen medaille. Met een beste poging van 7,94 m eindigt hij achter de Amerikanen James Stallworth (goud; 8,12) en Dion Bentley (zilver; 8,05). Hierna komt hij op internationale wedstrijd enige tijd voor de Verenigde Staten uit, maar vertegenwoordigt sinds 1999 weer zijn geboorteland.
Bij de Olympische Spelen van 2004 in Athene sneuvelde hij in de kwartfinale op de 100 meter met een tijd van 10,24 s. Bij het verspringen strandde hij in de kwalificatieronde met 7,85 m. Ook in 1992 (Barcelona) en 2000 (Seoel) nam hij deel aan de Olympische Spelen, maar wist hij geen plek in de finale te bemachtigen. Wel behaalde Streete-Thompson de zilver bij het verspringen tijdens de Gemenebestspelen 2002 in Manchester en zilver bij het Wereldkampioenschappen indooratletiek 2001 in het Portugese Lissabon.

## Titels
- Amerikaans kampioen verspringen (indoor) - 1994, 1999
- NCAA kampioen (indoor) - 1995
- Centraal-Amerikaans en Caribisch jeugdkampioen verspringen - 1990, 1992

## Persoonlijke records
Outdoor
| Onderdeel   | Prestatie | Datum        | Plaats       |
| ----------- | --------- | ------------ | ------------ |
| 100 m       | 9,96 s    | 12 juni 1997 | Indianapolis |
| 200 m       | 21,34 s   | 1993         |              |
| verspringen | 8,63 m    | 4 juli 1994  | Linz         |

Indoor
| Onderdeel   | Prestatie | Datum            | Plaats      |
| ----------- | --------- | ---------------- | ----------- |
| 50 m        | 5,78 s    | 13 februari 1999 | Los Angeles |
| 60 m        | 6,53 s    | 7 maart 1998     | Maebashi    |
| verspringen | 8,16 m    | 11 maart 2001    | Lissabon    |

## Palmares

### 100 m
- 1989:  Carifta Games (onder 17 jaar) - 10,88 s
- 1992:  Centraal-Amerikaanse en Caribische kampioenschappen - 10,6 s
- 1999: 8e WK - 10,24 s

### 200 m
- 1989:  Carifta Games (onder 17 jaar) - 21,9 s

### verspringen
- 1987:  Carifta Games (onder 17 jaar) - 6,91 m
- 1988:  Carifta Games (onder 17 jaar) - 7,06 m
- 1989:  Carifta Games (onder 17 jaar) - 7,83 m
- 1990:  Carifta Games (onder 20 jaar) - 7,94 m
- 1990:  Centraal-Amerikaanse en Caribische jeugdkampioenschappen - 7,97 m
- 1990:  WK junioren - 7,94 m
- 1992:  Centraal-Amerikaanse en Caribische jeugdkampioenschappen - 7,57 m
- 1993:  Universiade - 8,22 (te veel wind)
- 1994:  Goodwill Games - 8,29 m
- 1995: 14e WK - 7,43 m
- 1995:  Grand Prix Finale - 8,46 m
- 1999:  Pan-Amerikaanse Spelen - 8,12 m
- 1999: 7e Grand Prix Finale - 7,59 m
- 2001:  WK indoor - 8,16 m
- 2001:  Centraal-Amerikaanse en Caribische kampioenschappen - 7,97 m
- 2001: 5e WK - 7,10 m
- 2001: 5e Grand Prix Finale - 7,87 m
- 2002:  Gemenebestspelen - 7,89 m
- 2003:  Centraal-Amerikaanse en Caribische kampioenschappen - 8,12 m (te veel wind)

### Golden League-podiumplekken
- 1999:  verspringen Herculis – 8,15 m
- 1999:  verspringen ISTAF – 7,96 m
- 1999:  100 m Memorial Van Damme – 10,20 s